# Eleocharis reznicekii
Eleocharis reznicekii là loài thực vật có hoa trong họ Cói. Loài này được S.González, D.J.Rosen, R.Carter & P.M.Peterson mô tả khoa học đầu tiên năm 2007.